# Zvěstovice
Zvěstovice település Csehországban, a Havlíčkův Brod-i járásban. Zvěstovice Kněžice, Vilémov, Skryje, Golčův Jeníkov és Žleby településekkel határos. Lakosainak száma 103 fő (2024. január 1.).

## Népesség
A település lakosságának változását az alábbi diagram mutatja:
| Lakosok száma | 247  | 345  | 356  | 217  | 127  | 68   | 77   | 69   | 66   | 103  |
|               | 1869 | 1890 | 1921 | 1950 | 1980 | 2001 | 2017 | 2019 | 2022 | 2024 |